# Aleksandr Lebedinski
Aleksandr Ignátievich Lebedinski (en ruso: Александр Игнатьевич Лебединский) (1913-1967) fue un astrofísico y geofísico ruso de la etapa soviética.

## Biografía
Lebedinski nació en Ginebra, hijo de un abogado. La familia se trasladó desde allí a Simferópol. En 1929 se graduó Escuela de Pilotos n.º 1 de Simferópol, y en 1932 en el Instituto Pedagógico de Crimea. En 1935, después de finalizar su postgrado en la Universidad de Leningrado, se convirtió en empleado del observatorio de la universidad. Accesió al cargo de profesor asistente en 1938, y en 1948 fue nombrado profesor del departamento de astrofísica de la universidad. A partir de 1953 comenzó a trabajar como profesor de la Universidad Estatal de Moscú. Murió trágicamente el 8 de septiembre de 1967.

## Contribución a la ciencia
Dedicó sus principales esfuerzos al campo de la astrofísica y la geofísica, la investigación sobre el espacio exterior y la construcción de instrumentos astronómicos. Fue uno de los pioneros de la magnetohidrodinámica. En colaboración con L. Gurevich justificó la posibilidad de la aparición de un efecto dinamo en la atmósfera solar.
Investigó el problema de la generación de nuevas estrellas, en el marco de los modelos de explosiones termonucleares de estrellas enanas como consecuencia de su colapso gravitatorio. También prestó mucha atención a la cosmogonía.
También en colaboración con L. Gurevich examinó las distintas etapas del proceso de transformación de las nubes de polvo en planetas. En sus obras sobre cosmogonía estelar plasmó una serie de importantes ideas acerca de la gravedad de condensación y sobre la dinámica de los sistemas estelares, examinando los procesos físicos que tienen lugar en las nebulosas difusas. Fue uno de los primeros investigadores de la URSS en estudiar las auroras boreales.
En 1948-1950 organizó una serie de expediciones a zonas del Extremo Norte de Rusia para estudiar las auroras. Creó un original instrumento automatizado para el registro continuo del cielo con cámaras, obteniendo los espectros de todo el cielo. Un instrumento de este tipo se utilizó para realizar un seguimiento del cielo en el ártico y en la Antártida durante el Año Geofísico Internacional, y como resultado se obtuvo un valioso material científico. Participó en la creación de aparatos para el estudio espectrofotométrico de los planetas mediante satélites y sondas espaciales. En 1964, con la ayuda de este instrumento, los satélites de la serie "Cosmos", los dispositivos "Zond" y las estaciones automáticas lunares "Luna", se obtuvo un gran volumen de datos valiosos. Participó en el procesamiento de las imágenes panorámicas de la superficie lunar, recibidos automáticamente desde la estación "Luna 9".
En 1947 participó en la expedición de observación de un eclipse solar en Brasil, desarrollada con el propósito especial de utilizar un espectrógrafo multicanal. Fue miembro de la Unión Astronómica Internacional, la Unión Internacional de Geodesia y Geofísica, de la Comisión de las Auroras Polares de la Asociación Internacional de Geomagnetismo y Aeronomía, así como miembro de la redacción de la revista internacional "Planetary and Space Science".

## Eponimia
- El cráter lunar Lebedinskiy lleva este nombre en su memoria.[1]
- El asteroide (3629) Lebedinskij también conmemora su nombre.